# Irene Haschke
Pour les articles homonymes, voir Haschke.
Irene Haschke, née le 16 février 1921 à Friedeberg (aujourd'hui Strzelce Krajeńskie) en Neumark (République de Weimar), était une gardienne SS dans les camps de concentration nazis pendant la Seconde Guerre mondiale.

## Biographie
Travailleuse dans une usine de textile jusqu'au 16 août 1944, elle est recrutée par les SS et envoyée au camp de concentration de Gross-Rosen (1 journée), avant de rejoindre le sous-camp de Langenbielau I pour y suivre une formation de cinq semaines afin de devenir Aufseherin.

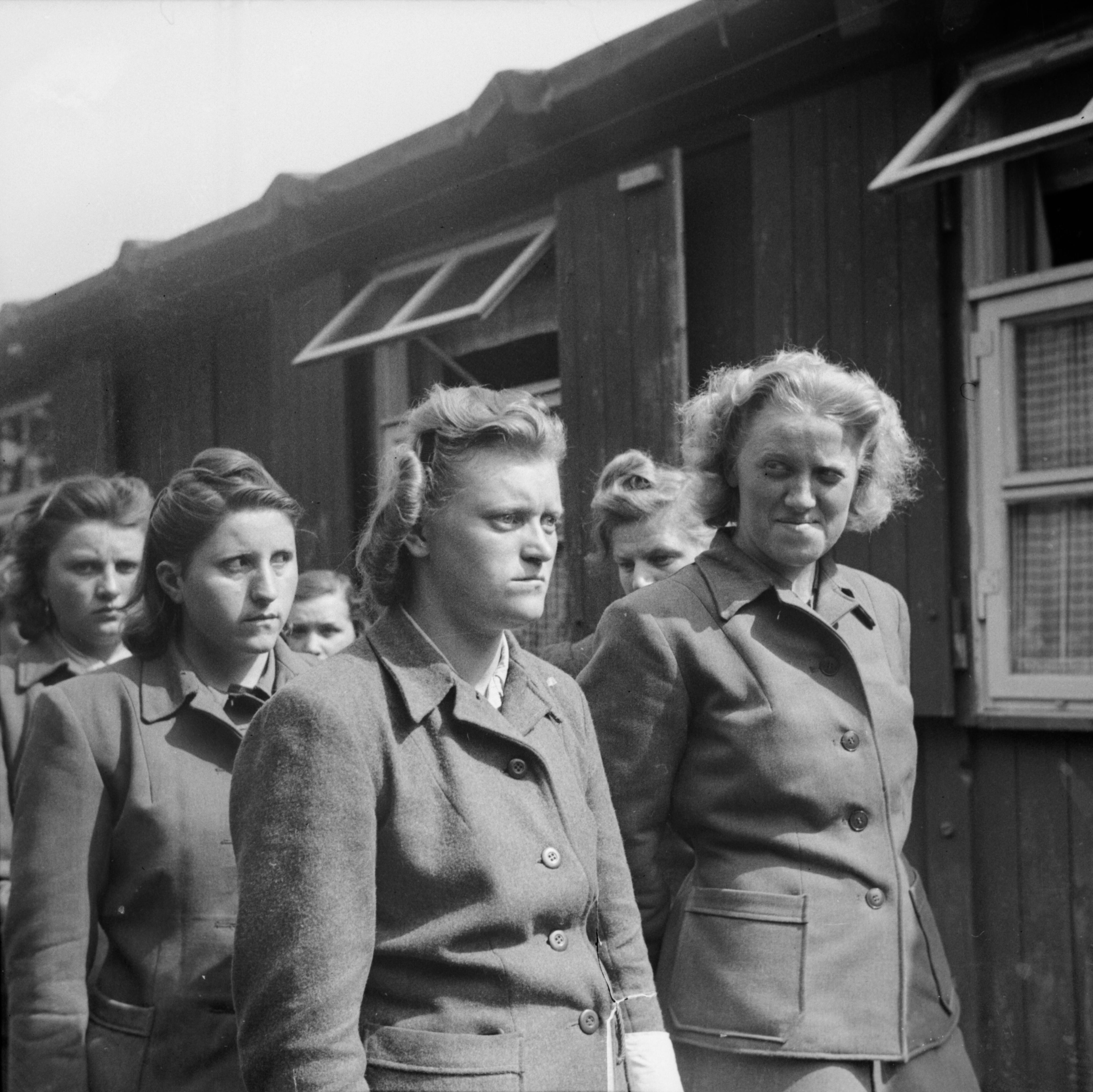
Arrestation des Aufseherinnen de Bergen-Belsen, avril 1945. Parmi les femmes figurent de gauche à droite : Hildegard Kanbach, Magdalene Kessel, Irene Haschke, la gardienne en chef, Elisabeth Volkenrath (partiellement cachée) et Herta Bothe.

Elle est ensuite transférée dans le camp de travail de Mährisch-Weißwasser pour trois semaines en tant que SS-Aufseherin, et revient ensuite dans son entreprise comme surveillante du travail des prisonniers. Haschke est évacuée le 15 février 1945 vers le camp de concentration de Bergen-Belsen où elle arrive le 28 février. Elle sert au sein du « Kommando du bois » durant 8 jours, avant de rejoindre le groupe de surveillants de la cuisine n° 2 (3 jours) et de la cuisine n° 3.
Arrêtée par l'armée britannique le 15 avril 1945, elle est contrainte, comme tout le personnel SS du camp, d'enterrer les corps des prisonniers morts de l'épidémie de typhus de ses propres mains.

## Arrestation et procès
Le 17 septembre 1945, elle est inculpée avec 44 autres accusés dans le procès de Belsen, une série de jugements intentés par les puissances alliées contre d'anciens fonctionnaires ayant travaillé dans divers camps de concentration, notamment celui d’Auschwitz et de Bergen-Belsen. Le 17 novembre 1945, Haschke est condamné à 10 ans de prison.
Bien que bénéficiant d'une libération anticipée le 16 juillet 1952, l'ancienne Aufseherin est libérée de prison le 21 décembre 1951.